# Beleg van Pirisabora

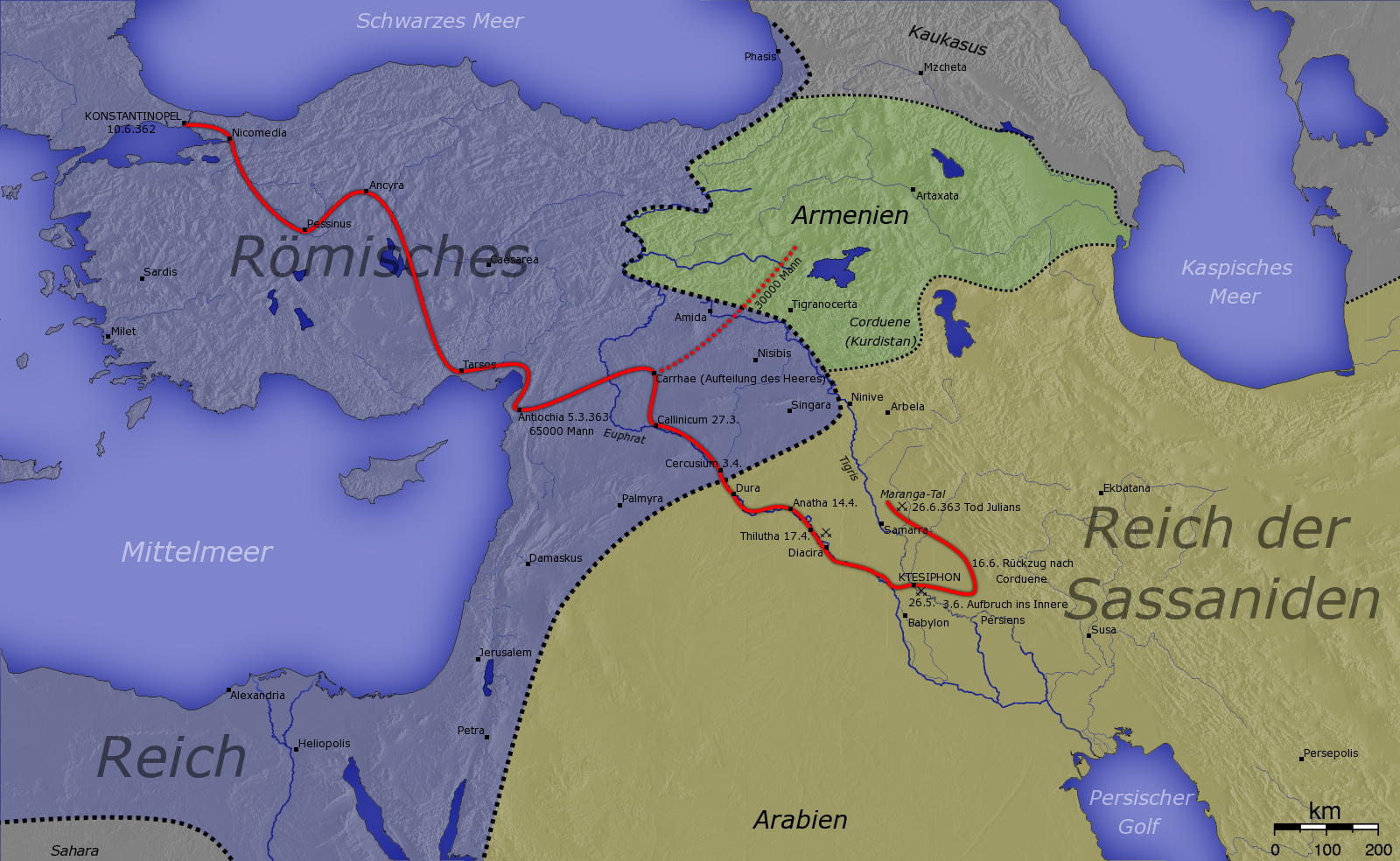
Kaart met daarop het verloop van de veldtocht van Julianus tegen het Perzische Rijk.

Het Beleg van Pirisabora was een beleg tijdens Julianus' Perzische Veldtocht. De Romeinse keizer Julianus belegerde de stad Pirisabora, die behoorde tot het Sassanidenrijk, in april 363.

## Achtergrond
Nadat hij de politieke gebeurtenissen in Constantinopel afgehandeld had, verzamelde keizer Julianus een leger van 95 000 man in Antiochië voor een invasie in het Sassanidenrijk. Bij zijn aankomst in Carrhae stuurde Julianus zijn generaals, Procopius en Sebastianus met 30 000 man naar Armenië om zich aan te sluiten bij het leger van Arsaces' leger van 24 000 man. Ondertussen ging het hoofdleger onder leiding van Julianus zelf naar het zuiden, waarbij het de Eufraat bereikte in Callinicum, van waaruit hij de mars naar het zuidoosten liet gaan, richting Ctesiphon, de hoofdstad van de Sassaniden. 

## Het beleg en nasleep
Nadat hij de stad Anah en andere belangrijke steden in Assyrië had veroverd tijdens de loop van zijn mars door de provincie, bereikte Julianus de muren van Pirisabora, een stad die ongeveer 80 km verwijderd lag van Ctesiphon. De stad had een sterk garnizoen, en dat vocht moedig tegen de Romeinen. De muren werden echter al snel neergehaald door de belegeringswerktuigen van de Romeinse keizer. Het garnizoen, dat zich terugtrok naar de citadel terwijl de Romeinen de stad al begonnen te plunderen, gaf zich daarna al snel over, na een beleg van twee dagen. Pirisabora werd in brand gestoken en zonder genade vernietigd door de soldaten, die zich herinnerden wat de Perzen gedaan hadden met de stad Amida nadat ze het vier jaar eerder veroverd hadden (359). De buit werd verdeeld onder het leger. Na deze overwinning gingen de Romeinen naar Ctesiphon, waarbij ze op hun tocht Bithra, Diacira en Ozogardana plunderden en in brand staken.